# Volga (automerk)
Volga (Russisch: Волга) is een Russisch automerk, geproduceerd door GAZ van 1956 tot 2009.

## Geschiedenis en modellen
De eerste auto met de naam Volga, vernoemd naar de rivier de Wolga, was de in 1955 ter vervanging van de GAZ M20 Pobeda gepresenteerde M21, een sedan, de stationwagen was de M22. De Ford Crestline heeft model gestaan voor het ontwerp. In 1959 startte Scaldia-Volga SA met de assemblage van de Volga in België.
De wagen werd in eigen land goed ontvangen en was een gewilde auto. In 1968 introduceerde men de GAZ 24 Volga die net als de M21 ook in België en Nederland leverbaar was, naar keuze met dieselmotoren van Rover, Perkins en later Peugeot. Na 1970 veranderde het basisproductontwerp nauwelijks en nam de kwaliteit af. In de jaren 80 werd de 3102 nog aan het programma toegevoegd, die samen met enkele afgeleide versies tot 2010 in productie bleef. Na het uiteenvallen van de Sovjet-Unie gingen de grenzen open en kwamen nieuwe en gebruikte westerse automodellen op de markt. Onder druk van de concurrentie viel het besluit de productie te staken.

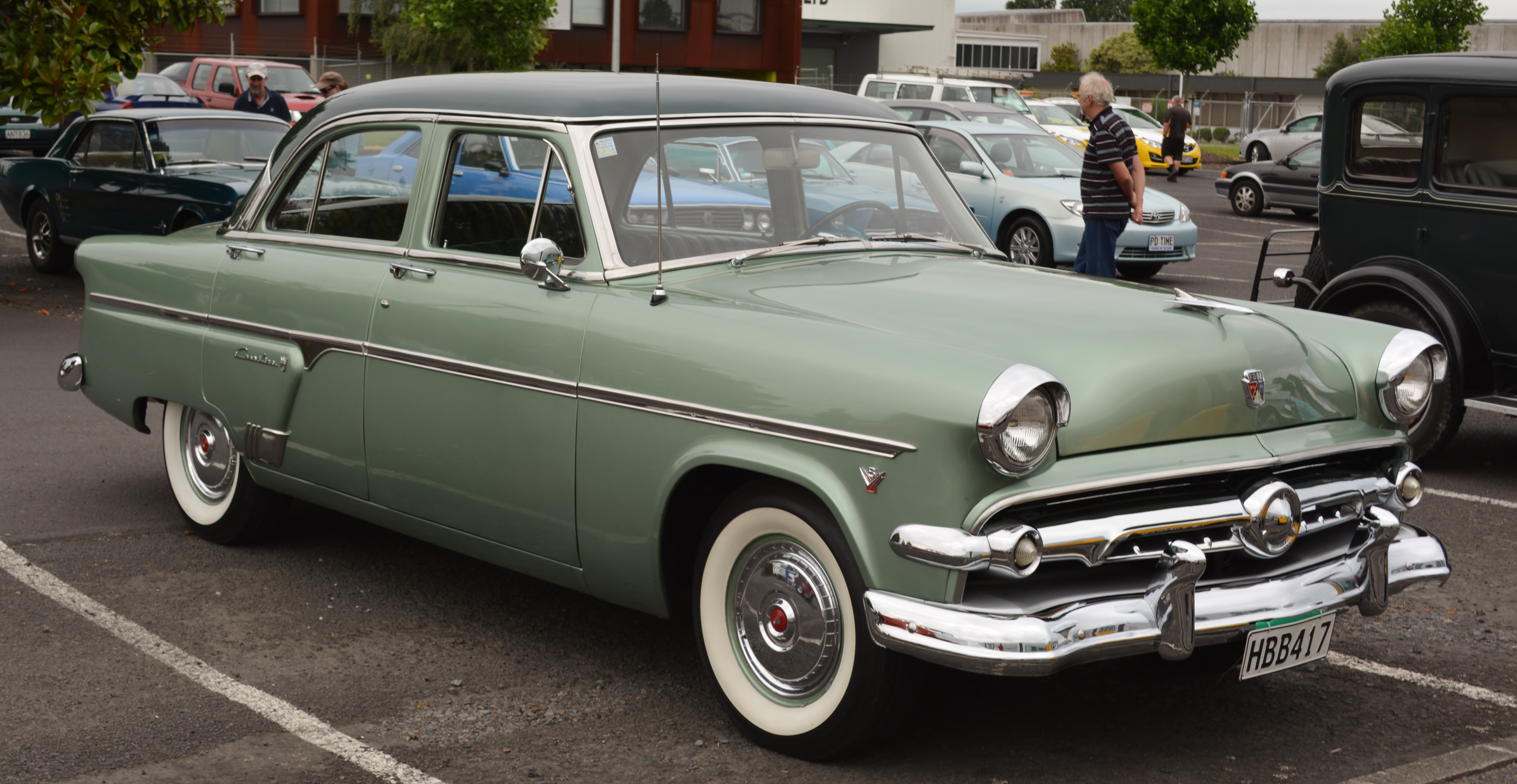
Ford Crestline
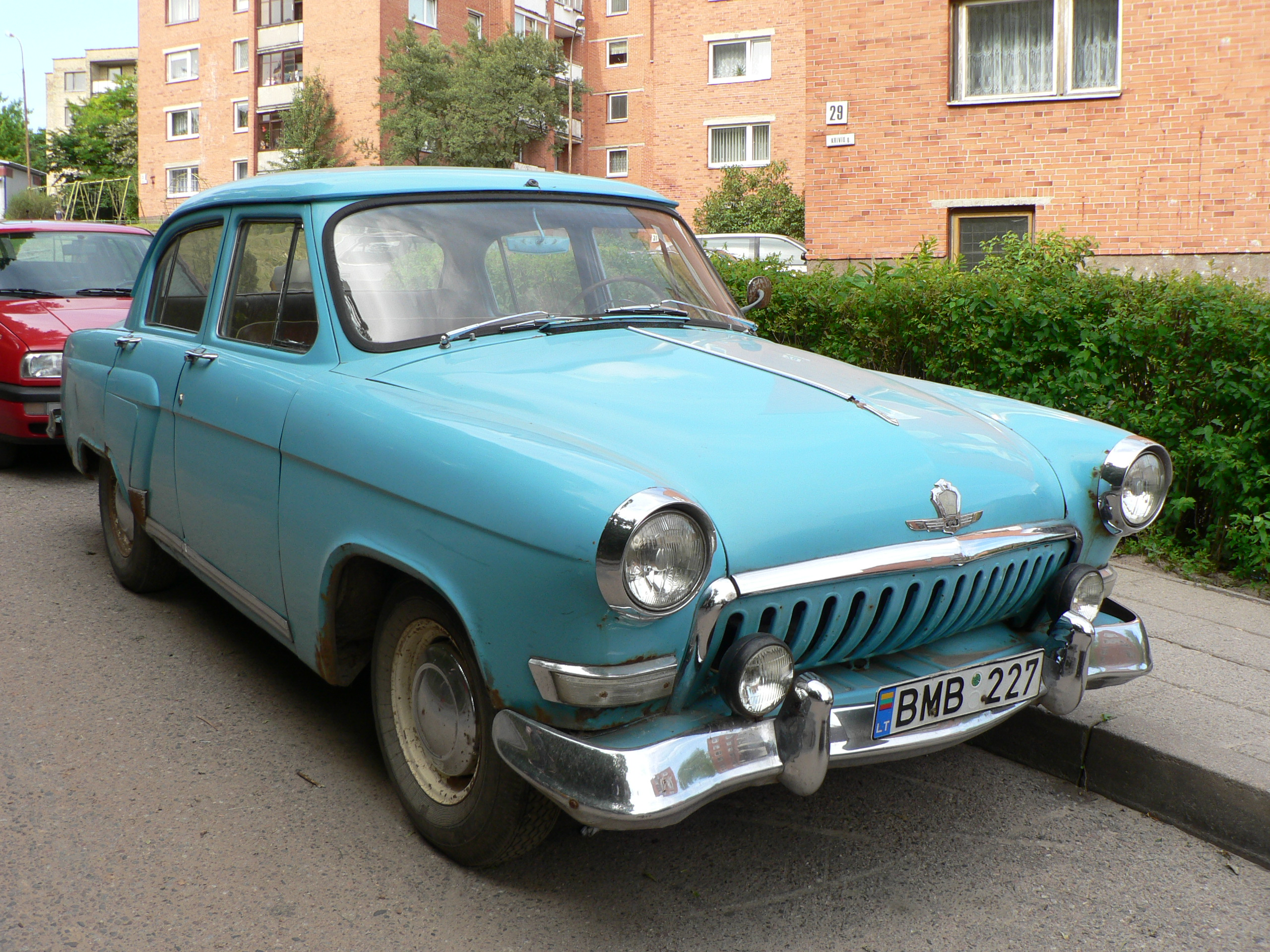
GAZ M21 Volga
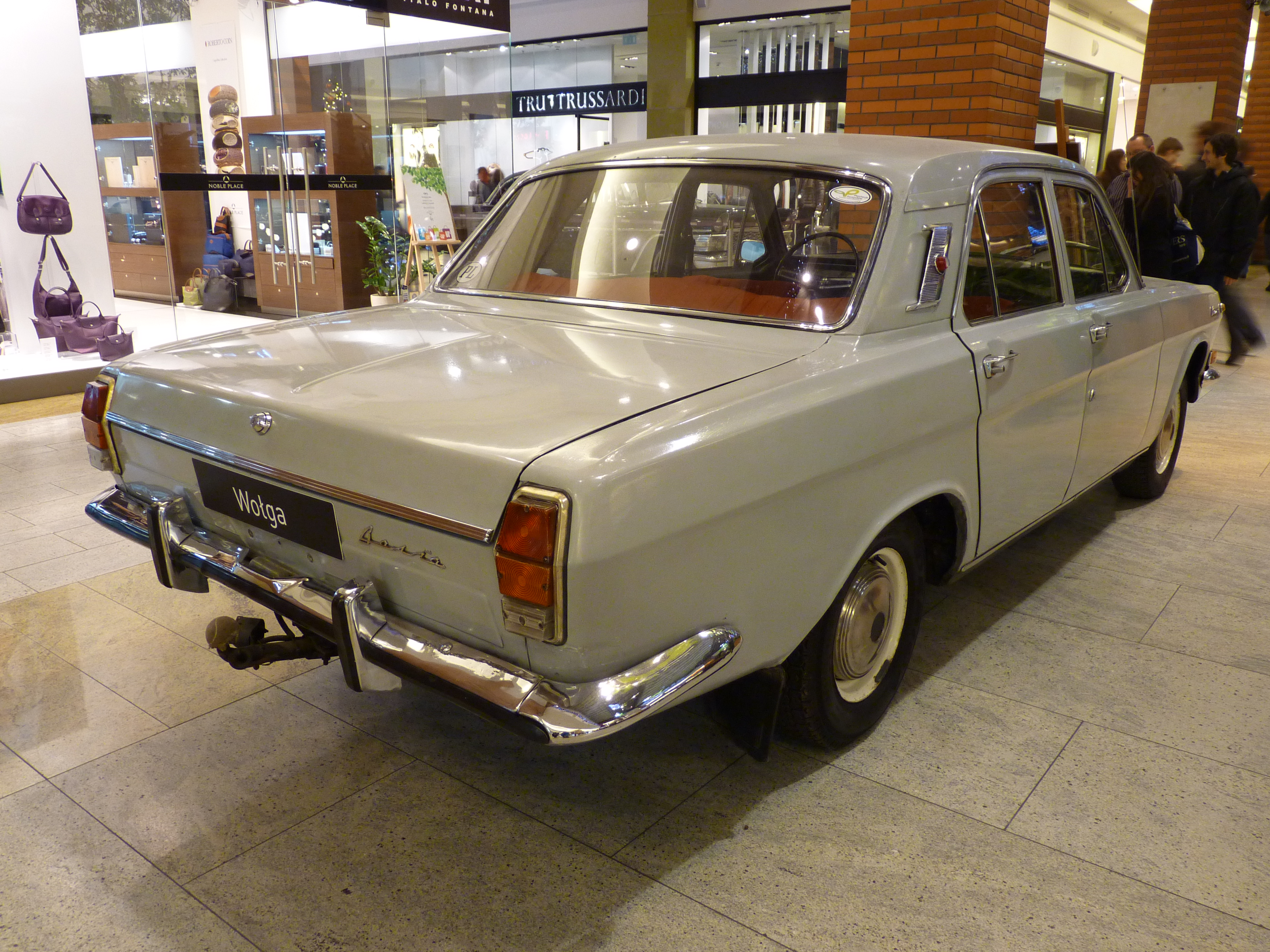
GAZ 24 Volga
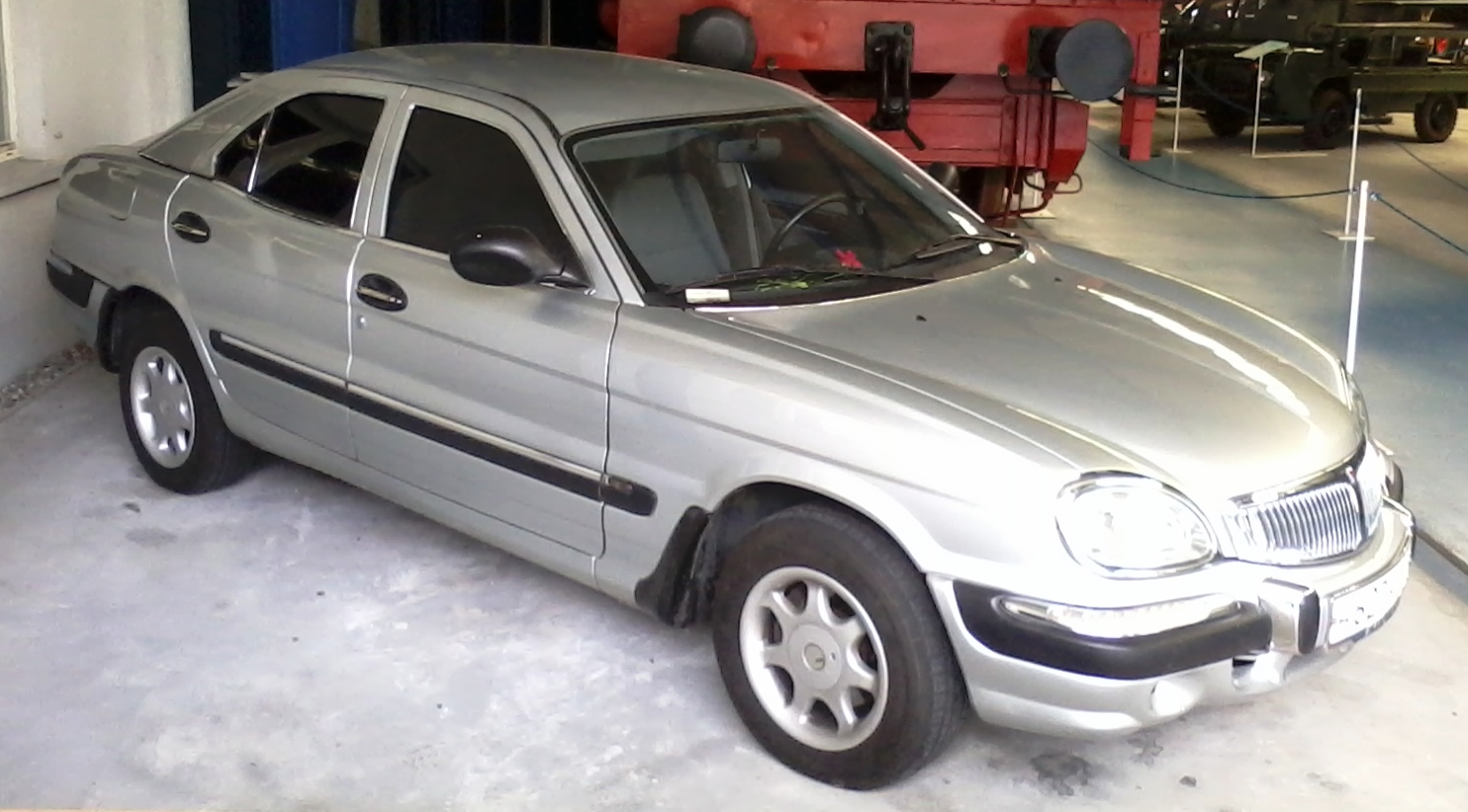
GAZ 3111 Volga
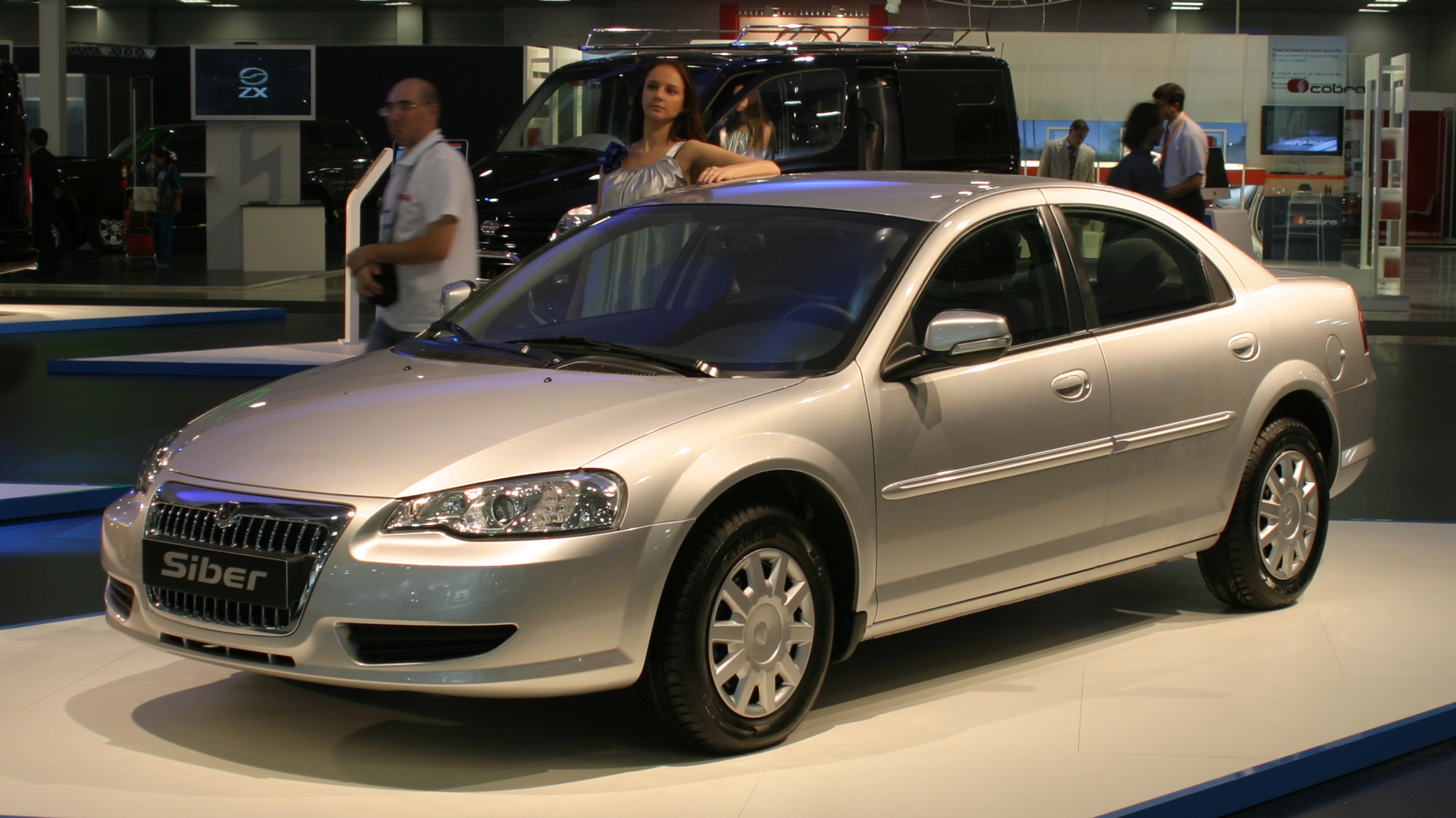
GAZ Volga Siber

In 2006 kondigde men de opvolger aan. GAZ had de licentierechten van de Chrysler Sebring gekocht en zo begon in 2008 de productie van de GAZ Volga Siber, een licht gemodificeerde Sebring.

## Trivia
De eerste auto van president Poetin was een Volga.